# Acmaeodera mixta
Acmaeodera mixta är en skalbaggsart som beskrevs av Leconte 1860. Acmaeodera mixta ingår i släktet Acmaeodera och familjen praktbaggar. Inga underarter finns listade i Catalogue of Life.